# Антресоль (мебель)

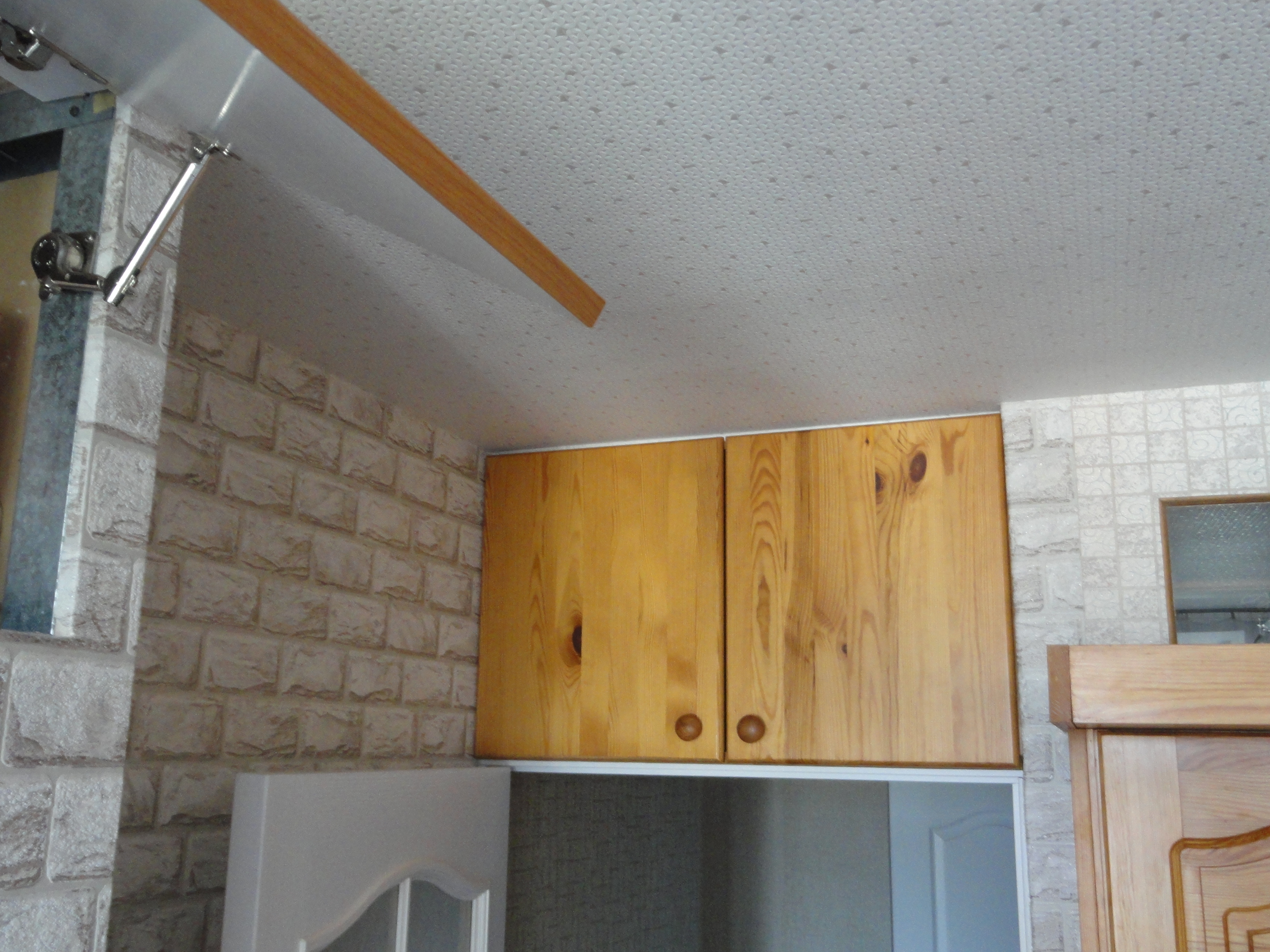
Антресольные встроенные шкафы

Антресо́ль (фр. entresol) — настил, полка под потолком для хранения вещей, отделена от помещения дверцами. Также антресолью называют верхние отделения шкафа или верхние секции шкафа.
Секция антресольная — изделие мебели, предназначенное для хранения каких-либо вещей и предметов, обычно редко используемых, имеющее вид корпуса, закрытого дверями, устанавливаемое сверху на шкаф, повторяющее его архитектурно-стилевое решение и размеры в плане.
Обычно антресоль находится выше человеческого роста, в сравнительно труднодоступной зоне. Помещают на ней преимущественно редко используемые вещи. Как правило, антресоли устраивают в передней и в коридоре квартиры, часто обеспечивая доступ к их пространству с двух сторон.